# Сломанное копьё
«Сломанное копьё» (англ. Broken Lance) – американский вестерн, снятый в 1954 году режиссёром Эдвардом Дмитрыком на студии Twentieth Century Fox.
Римейк фильма нуар «Дом незнакомцев» (1949). Снят по мотивам романа "I'll Never Go There Any More" Джероми Вейдмана.
Премьера фильма состоялась 29 июля 1954 года.

## Сюжет

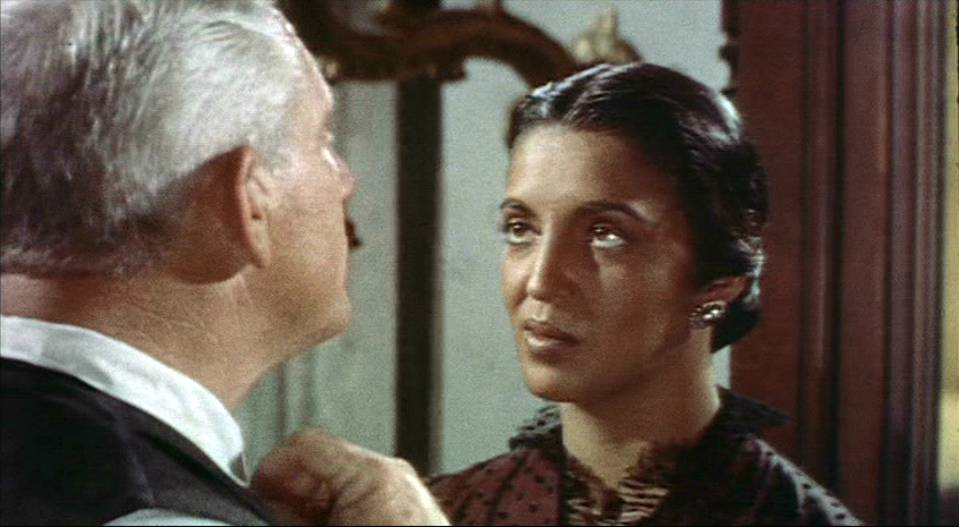
Спенсер Трейси и Кэти Хурадо

Мэтт Деверо (Спенсер Трейси) — самый крупный и богатый владелец ранчо в штате, живёт  со своей второй женой, индианкой из племени команчей (Кэти Хурадо), и их четырьмя сыновьями, в прошлом получившими довольно суровое воспитание. Старший сын Бен (Ричард Уидмарк) испытывает особую неприязнь к отцу. 
Однажды реку, текущую по земле Деверо, загрязняют сточные воды местного завода по выплавке меди, в результате чего гибнет большое количество скота фермера. Деверо в отместку организует набег на предприятие и линчует виновников, при этом делит награбленное между своими сыновьями. Младший из сыновей Деверо — Джо (Роберт Вагнер), единственный сохранивший верность отцу, берёт на себя ответственность за ограбление и попадает в тюрьму на три года. Когда его освобождают, он вскоре обнаруживает, что семейный дом, который он покинул, сильно изменился и планирует отомстить...

## В ролях
- Спенсер Трейси – Мэтт Деверо
- Роберт Вагнер – Джо Деверо
- Джин Питерс – Барбара
- Ричард Уидмарк – Бен
- Кэти Хурадо – сеньора Деверо
- Хью О'Брайан – Майк Деверо
- Эдуард Франц – Двулунный
- Эрл Холлиман – Дэнни Деверо
- Э. Г. Маршалл – губернатор Гораций
- Карл Бентон Рид – Клем Лоутон
- Филип Обер – Ван Клив
- Роберт Бёртон – Мак Эндрюс
- Роберт Адлер – О'Рейли (нет в титрах)
- Ричард Александр – эпизод
- Артур К. Брайан – эпизод (нет в титрах)
- Гарри Картер – эпизод (нет в титрах)
- Эдмунд Кобб – эпизод (нет в титрах)
- Расселл Симпсон – судья (нет в титрах)
- Джордж Е. Стоун – эпизод (нет в титрах)к
- Норман Стивенс – адвокат (нет в титрах)
- Стив Рейнес – ковбой (нет в титрах)
- Джулиан Риверо – Мануэль (нет в титрах)
- Форбс Мюррэй – адвокат (нет в титрах)
- Джек Мэтер – эпизод (нет в титрах)
- Пол Крюгер – эпизод (нет в титрах)
- Этан Лэйдлоу – эпизод (нет в титрах)
- Марко Лопес – эпизод (нет в титрах)

## Награды
- Премия "Оскар" (1954) за лучший литературный первоисточник (Филип Йордан)
- Номинация на "Оскар" (1954): Лучшая актриса второго плана (Кэти Хурадо)